# Томмі Хілфігер
Томмі Хілфігер (англ. Tommy Hilfiger; нар. 24 березня 1951) — американський дизайнер моди, засновник однойменного бренду, який спеціалізується на одязі, взутті та аксесуарах.
Томмі Хілфігер є членом CFDA з 1988 року.
У листопаді 2016 року Хілфігер опублікував свої мемуари «Американський мрійник».

## Відзнаки та нагороди
1995 рік. Нагорода «Дизайнер року чоловічого одягу» від CFDA; 
1998 рік. Нагорода «Дизайнер року» від Школи дизайну Парсонса;  
1998 рік. «Людина року» від  GQ; 
2002 рік «Міжнародний дизайнер року» від GQ.
2007 рік. Нагорода «За індивідуальні досягнення» від Hispanic Federation’s; 
2009 рік. Нагорода «За підтримку» від ЮНЕСКО; 
2009 рік. Нагорода «За досягнення всього життя» від Marie Claire; 
2011 рік. Нагорода «Дух дизайну» від Філадельфійського університету;  
2012 рік. Отримав нагороду «За досягнення всього життя» імені Джеффрі Біна від Ради модельєрів Америки. 
У 2014 - нагорода «Icon Award» від  GQ India; 
У 2015 - нагорода «Дизайнер року» від  GQ Germany; 
У 2016 - нагорода «Модний провидець»  від The Daily Front Row;